# Symmela jatahyensis
Symmela jatahyensis är en skalbaggsart som beskrevs av Frey 1973. Symmela jatahyensis ingår i släktet Symmela och familjen Melolonthidae. Inga underarter finns listade i Catalogue of Life.